# Dimitri Vegas & Like Mike
Dimitri Vegas & Like Mike är en grekisk-belgisk elektronisk DJ-duo som består av bröderna Dimitri Thivaios och Michael Thivaios.
Deras låtar Wakanda, More, Turn It Up, Mammoth, Project T, Stampede, Ocarina, Tremor kom alla #1 på Beatport top 100. De har gjort anthems åt stora festivaler som Tomorrowland, TomorrowWorld och Sensation White. Några större artistsamarbeten är med Lil Jon, Steve Aoki, Afrojack, Laidback Luke, Dada Life, Martin Garrix och Dvbbs.
Tillsammans med Steve Aoki har de en trio som kallas för 3 Are Legend.

## Diskografi
- 2011 – Generation X
- 2011 – The Way We See The World (Tomorrowland 2011 Anthem) (med Afrojack och Nervo)
- 2012 – Momentum
- 2013 – Wakanda
- 2013 – Phat Brahms (med Steve Aoki)
- 2013 – More (med Laidback Luke)
- 2013 – Madness (med Coone och Lil Jon)
- 2013 – Turn It Up
- 2013 – Mammoth
- 2013 – Project T (med Sander van Doorn)
- 2013 – G.I.P.S.Y
- 2013 – Ocarina (The TomorrowWorld 2013 Anthem)
- 2013 – Stampede (med Dvbbs och Borgeous)
- 2014 – Feedback (med Steve Aoki)
- 2014 – Tremor (Sensation 2014 Anthem) (med Martin Garrix)
- 2014 – Waves (Tomorrowland 2014 Anthem) (med W&W)
- 2014 – Nova (med Tujamo och Felguk)
- 2015 – Louder (med Vinai)
- 2015 – Tales of Tomorrow (med Fedde le Grand och Julian Perretta)
- 2015 – The Hum (med Ummet Ozcan)
- 2015 – Higher Place (med Ne-Yo)
- 2016 – Arcade (med W&W)
- 2016 – Melody (med Steve Aoki och Ummet Ozcan)
- 2016 – Stay A While
- 2017 – Hey Baby (med Diplo, Deb's Daughter och Kid Ink)
- 2017 – Complicated (med David Guetta och Kiiara)
- 2017 – Crowd Control (med W&W)
- 2018 – Patser Bounce (med Quintino)
- 2018 – All I Need (med TYSM och Gucci Mane)
- 2018 – The House of House (med Vini Vici och Cherrymoon Trax)
- 2018 – When I Grow Up (med Wiz Khalifa)
- 2018 – Bounce (med Bassjackers, Julian Banks och Snoop Dogg)
- 2019 – Instagram (med David Guetta, Afro Bros, Natti Natasha och Daddy Yankee)
- 2019 – Beast (All as One) (med Ummet Ozcan och Brennan Heart)
- 2020 – The Anthem (Der Alte) (med Timmy Trumpet)
- 2020 – Say My Name (med Regard)